# Nível de cinza
Em computação, uma imagem digital em nível de cinza, ou nível de cinzento (português europeu) é uma imagem na qual o valor de cada pixel é uma única amostra de um espaço de cores. Imagens desse tipo são tipicamente compostas com tons de cinza, variando entre o preto como a menor intensidade e o branco como maior intensidade. Imagens em nível de cinza são diferentes de imagens binárias em preto e branco, que contém apenas duas cores; imagens em nível de cinza podem conter diversos tons de cinza em sua composição. Apesar disso, em vários outros contextos fora de imagens digitais, o termo "preto e branco" é usado para se referir ao nível de cinza; por exemplo, fotografias em tons de cinza são geralmente chamadas fotos preto e branco.
As imagens em nível de cinza são geralmente resultado de um cálculo da intensidade da luz em cada pixel em cada faixa do espectro electromagnético (como por exemplo, o espectro visível). Computacionalmente, as imagens monocromáticas são armazenadas utilizando-se oito bits (um byte) por pixel, o que permite 256 intensidades possíveis, geralmente em uma escala não linear. Contudo, a precisão deste formato não é grande, gerando muitas vezes confusão nas cores. Aplicações específicas, como imagens médicas, requerem mais níveis para amplificar os detalhes da imagem e evitar erros de arredondamento da computação. Dezesseis bits por pixel também são populares para aplicações específicas, e o formato PNG suporta tal escala por omissão, apesar de alguns navegadores e editores gráficos ignorarem os oito bits de menor ordem de cada pixel.

## Convertendo a cor em nível de cinza
Para converter qualquer cor em seu nível aproximado de cinza, deve-se primeiro obter suas primitivas vermelho, verde e azul (da escala RGB). Adiciona-se então 30% do vermelho mais 59% do verde mais 11% do azul, independente da escala utilizada (0,0 a 1,0, 0 a 255, 0% a 100%). O nível resultante é o valor de cinza desejado. Tais porcentagens estão relacionadas a própria sensibilidade visual do olho humano convencional para as cores primárias.